# Teleorman (Fluss)
Der Teleorman ist ein linker Zufluss der Vedea, eines linken Zuflusses der Donau in Rumänien im Kreis (Județ) Teleorman in der Großen Walachei. Seine Quelle liegt im Kreis Argeș westlich von Pitești.
Die Länge des Flusses beträgt 169 km und sein Einzugsgebiet 1427 km². Bei Ștorobăneasa mündet er in die Vedea. An seinem Ufer liegen folgende Orte (von der Quelle zur Mündung): Gura Văii, Albota, Podu Broșteni, Broșteni, Costești, Șerboeni, Ionești, Vlăduța, Podeni, Cornățel, Recea, Izvoru, Palanga, Popești, Tătărăștii de Sus, Tătărăștii de Jos, Slăvești, Trivalea-Moșteni, Olteni, Orbeasca, Lăceni, Măgura, Vitănești, Purani, Teleormanu, Mârzănești, Cernetu und Ștorobăneasa.